# 瓦恩兰 (新泽西州)
瓦恩兰是美国新泽西州坎伯兰县的一个城市，与县治布里奇頓是瓦恩兰—布里奇頓大都市統計區中的两个主要城市，統計區范围包括坎伯兰县的所有地区，是费城都会区的一部分。